# Église Notre-Dame-de-Boulogne de Lens
L'église Notre-Dame-de-Boulogne est une église catholique de la ville de Lens (Pas-de-Calais). Elle appartient à l'association diocésaine du diocèse d'Arras et dépend de la paroisse Saint-François-d'Assise de Lens, paroisse qui regroupe depuis 2003 les anciennes paroisses de la ville. L'église est consacrée à Notre-Dame de Boulogne.

## Historique
La nécessité d'installer une nouvelle église dans ce quartier ouvrier et périphérique du nord-est de Lens se fait pressante après la Seconde Guerre mondiale. Le diocèse achète en 1949 un terrain aux Houillères de Lens pour y construire une nouvelle église dès l'année suivante. Les plans sont de l'abbé Fernand Pentel, prêtre et architecte diocésain. L'église est terminée en 1954.

## Description
L'église est en forme de halle (rectangulaire) sous un toit à un seul pan, ce qui est curieux, laissant imaginer qu'un second pan pourrait être envisagé dans l'éventualité d'un agrandissement de l'église. Le toit est en tôle fibrociment et rien ne laisse imaginer du dehors qu'il s'agit d'un édifice d'architecture sacrée, si ce n'est le pilier de béton sur le toit en forme de cheminée, au bout duquel un discrète croix de métal est scellée. 
L'église est construite en béton sur une dalle de ciment et recouverte de plaques de plâtre sur ciment. Elle ressemble à un bâtiment industriel. Des salles paroissiales et un logement lui ont été ajoutés en 1959, formant ainsi un plan en L pour l'ensemble. 
La nef est éclairée par les verrières donnant au sud-ouest. L'église est chère aux Lensois rappelant le passé minier de la ville; elle est seule église de la région placée sous le vocable de Notre-Dame de Boulogne, spécialement révérée dans le Boulonnais et l'Artois.

## Culte
La messe dominicale anticipée y est célébrée tous les samedis à 18 heures,.